# Ветон Сурроі
Ветон Сурроі (алб. Veton Surroi, сербохорв. Ветон Сурои, Veton Suroji; нар. 17 липня 1961, Приштина) — косовський журналіст, публіцист і політик, засновник і лідер Реформістської партії ORA (у 2010 році об'єдналася з Демократичної лігою Косова).
Його батько, Реджаі Сурроі, був одним з небагатьох албанців, які працювали послами Югославії у період правління Йосипа Броз Тіто. Частину свого життя Ветон Сурроі провів у Латинській Америці. Він вивчав філософію і філологію у Ла-Пасі (Болівія) і Національному автономному університеті Мексики. У 1988 році він став брати участь у політичній діяльності, працюючи в Асоціації югославських демократичних ініціатив, він також працював у журналі Rilindja.
У 1993–1994 рр. він був кореспондентом BBC у Приштині. У 1997 році він заснував один з найвідоміших журналів у Косово — Koha Ditore, у якому він був головним редактором і автором політичних коментарів. У 2004 році керована ним партія ORA отримала 6,2% голосів на виборах і виграла сім місць у парламенті. У 2004–2008 рр. Сурроі працював у парламенті Косова.
У 1999 році Сурроі був нагороджений Geuzenpenning. Він володіє албанською, англійською, сербською і іспанською мовами.